# Westwick (Durham)
Pour les articles homonymes, voir Westwick.
Westwick est un village du comté de Durham en Angleterre. Il se situe à l'est de la ville de Barnard Castle, sur les rives du fleuve Tees.

## Géographie
D'une surface de 1'455 acres (soit 5,88 km2), la paroisse civile de Westwick est limitrophe de la ville de Barnard Castle et se situe à 40 km de Durham, capitale du comté. Ce territoire rural abrite les hameaux de Westwick (chef-lieu), de West Shaws et de East Shaws. Les landes de Westwick (Westwick Moor) ont été encloses en 1765.
Le nombre d'habitants est demeuré stable depuis les premiers recensements : 93 en 1801, 95 en 1811, 97 en 1821, 98 en 1831, 67 en 1841, 63 en 1851, 74 en 1881. Sa population était de 64 habitants en 2001.

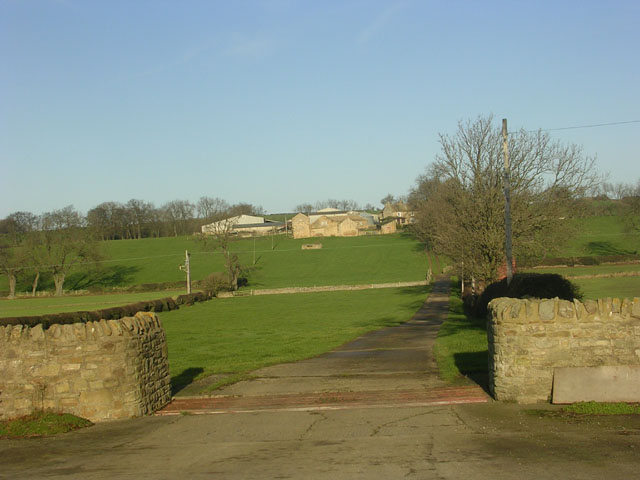
Westwick, hameau de West Shaws

## Histoire

### Moyen Âge
Dépendant de l'honneur de Barnard Castle, la seigneurie (lordship) ou manoir (manor) de Westwick appartint à la famille Balliol de la fin du XIe siècle à 1296 (date de la déposition de Jean Balliol, éphémère roi d'Ecosse, par le roi Edouard Ier d'Angleterre). Profitant de l'occasion, l'évêque de Durham, Antony Bek, s'appropria la seigneurie et l'attribua à l'un de ses proches, Henry Percy. Mais le conflit persistant entre l'évêque et son chapitre aboutit à la saisie des biens épiscopaux par le roi Edouard Ier d'Angleterre vers 1301.
La seigneurie de Westwick fut concédée par le roi à la famille de Beauchamp qui la tint jusqu'en 1397. Durant la minorité de Thomas de Beauchamp, 11e comte de Warwick, le manoir était tenu par Robert de Middleton et relevait toujours de l'honneur de Barnard Castle (alors confié à la garde du roi). Figurant parmi les Lords Appelant durant la révolte des barons du Nord, Thomas de Beauchamp, 12e comte de Warwick, vit ses terres saisies par le roi Richard II d'Angleterre en septembre 1397 : elles furent confiées à un fidèle de la couronne, William Le Scrope, 1er comte de Wiltshire. Avec l'arrivée d'Henri IV d'Angleterre sur le trône, Barnard Castle et Westwick revinrent aux Beauchamp en octobre 1399 et demeurèrent dans cette famille jusqu'au milieu du XVe siècle, passant ensuite par mariage dans la famille Neville.

### Epoques moderne et contemporaine
Après la participation de Charles Neville, 6e comte de Westmorland, à la révolte catholique du Nord (Catholic Rising of the North) en faveur de Marie Stuart, Westwick fut saisi en 1569 par la couronne. A la fin du XVIIe siècle, on retrouve la seigneurie entre les mains de la famille Belasyse, Barbara Belasyse, fille et unique héritière de John, 1er baron Belasyse, apportant Westwick à son mari, sir John Weeb (v. 1655-1745), 3e baronnet Webb,. La seigneurie demeura entre les mains des baronnets Webb, puis d'une branche illégitime de la famille. En 1861, William Frederick Webb (en) (1829-1899), petit-fils du 5e baronnet, vendit le manoir et le domaine de Westwick à John Bowes (en) (1811-1885), fils naturel du 10e comte de Strathmore et Kinghorne, et créateur du Bowes Museum à Barnard Castle. La seigneurie passa ensuite à son cousin Claude Bowes-Lyon (1824-1904), 13e comte de Strathmore et Kinghorne, grand-père de la reine-consort Elizabeth.

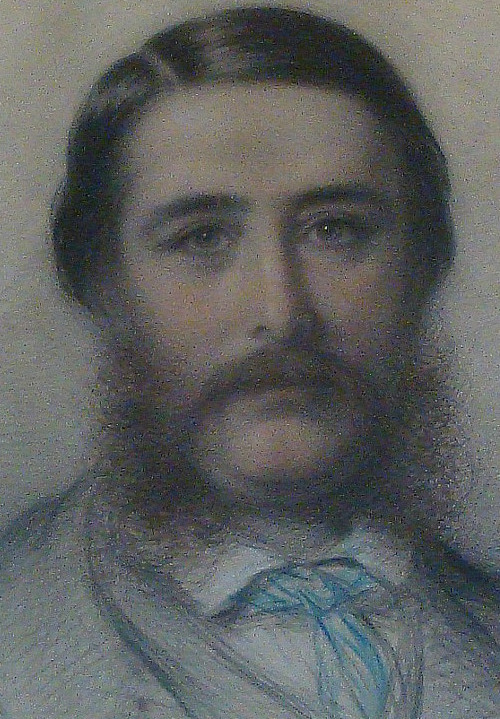
William Frederick Webb (1829-1899), esq., lord of the manor of Westwick

Durant la seconde Guerre mondiale, Westwick accueillit un camp militaire d'entrainement, inclus dans le réseau d'installations militaires de Stainton. En décembre 1942, le camp reçut la visite de Winston Churchill, venu assister à des exercices des troupes (dont beaucoup participeront au débarquement de Normandie ou à la libération de l'Italie). Les locaux furent employés jusqu'à la fin des années 1950, avant d'être abandonnés et détruits.
Demeuré dans la famille Bowes-Lyon, le titre seigneurial, dissocié du domaine foncier, fut vendu en 1948 par Patrick Bowes-Lyon (1884-1949), 15e comte de Strathmore et Kinghorne (et oncle de la reine Elisabeth II), à un érudit local, Robert Holmes Edleston (1868-1952). De la sœur et héritière de ce dernier, Sarah Alice Edleston (1864-1956), il passa au juriste Eric Hanby Holmes (1889-1981, dont l'étude gérait par ailleurs les affaires des Bowes-Lyon), puis à sa famille, qui le conserva jusqu'en 2017. Le titre de lord of the manor de Westwick demeure depuis en mains privées.